# 적삼

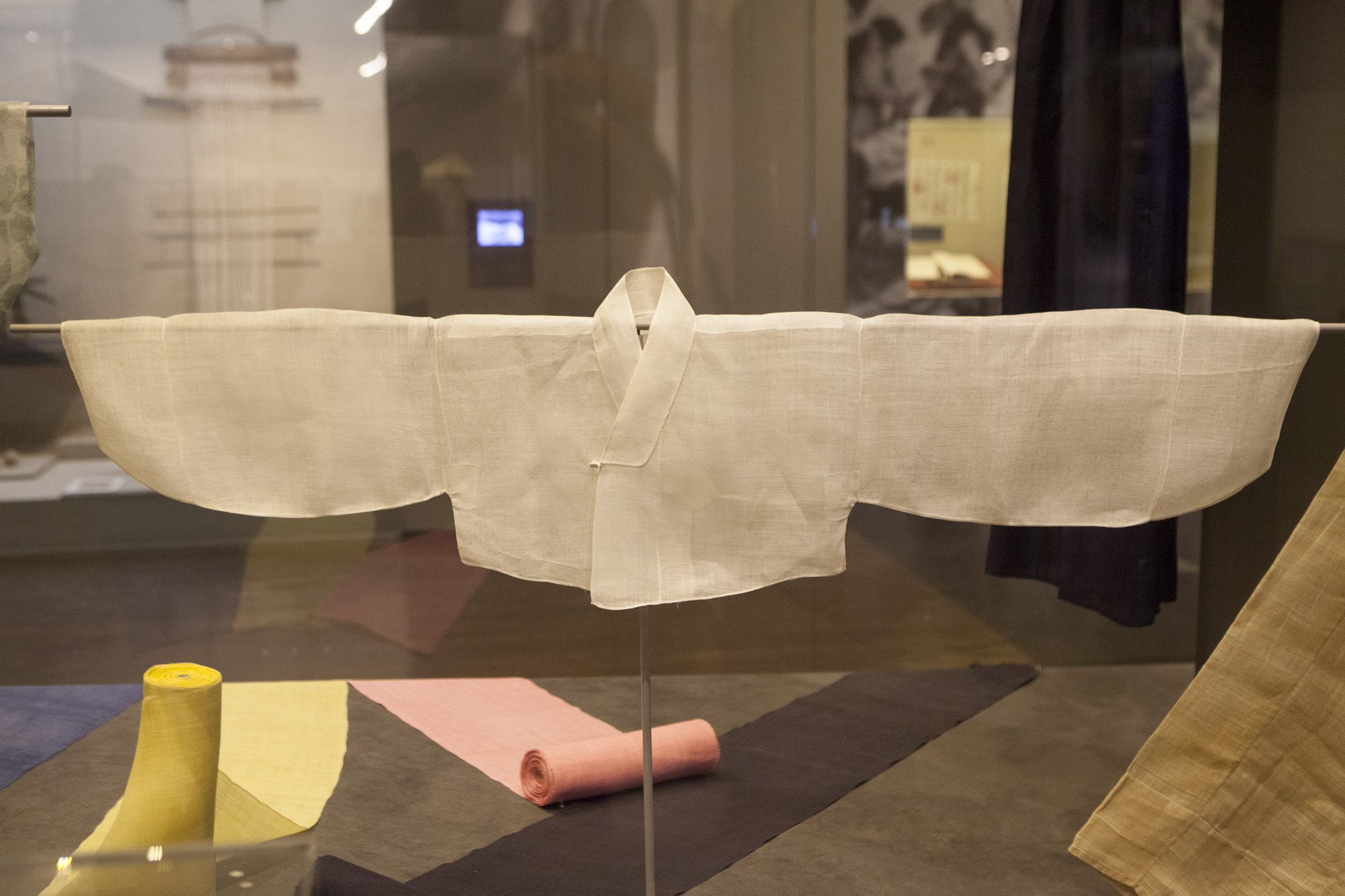
적삼

적삼은 조선 시대에 윗도리에 입는 홑옷으로 모양은 저고리와 같이 생겼다. 단삼이라고도 한다. 겉에 입는 적삼과 저고리 안에 받쳐 입는 속적삼이 있다. 재료는 여름에는 모시, 겨울에는 무명 또는 명주가 쓰인다. 특히, 겹으로 제작하는 일반적인 저고리하고는 다르게 홑으로 만든다. 여름에는 모시, 겨울에는 무명 또는 명주가 쓰인다.

## 상세
여름에 저고리 대용으로 입거나 속옷으로 쓴다. 속옷일 경우, 속적삼이라 하고 고름이 아닌 매듭단추로 여민다.